# BC Racers
BC Racers is een videospel dat werd ontwikkeld en uitgegeven door Core Design. Het spel kwam in 1994 uit voor de Mega-CD. Later volgde ook releases voor andere platforms. Het spel is racespel dat zich afspeelt in de oertijd. Het spel werd ontworpen door Toby Gard, die later Lara Croft bedacht.
De playboy en miljonair onder de holbewoners Milestone Rockafella organiseert een wedstrijd met als inzet de "Ultimate Boulderdash Bike". Zes groepen holbewoners zullen strijden om deze prijs. Het spel kent vier moeilijkheidsgraden: Easy, Medium, Hard en Rockhard. Elke moeilijkheidsgraad heeft acht circuits waardoor het spel in totaal 32 circuits telt. Tijdens het spel kan de speler zijn tegenstanders dwarszitten met bijvoorbeeld vuistslagen. Het perspectief van het spel wordt getoond in de derde persoon. Het spel kwam later uit als freeware.

## Platforms
| Jaar | Platform           |
| ---- | ------------------ |
| 1994 | Mega-CD            |
| 1995 | 3DO, DOS, Sega 32X |

## Ontvangst
Het spel werd wisselend ontvangen:
| Beoordeeld door                      | Platform | Datum        | Score |
| ------------------------------------ | -------- | ------------ | ----- |
| GameFan Magazine                     | SEGA CD  | maart 1995   | 89%   |
| MikroBitti                           | DOS      | mei 1995     | 82%   |
| Defunct Games                        | SEGA CD  | 3 juli 2004  | 79%   |
| PC Gamer                             | DOS      | oktober 1995 | 75%   |
| GamePro (USA)                        | SEGA 32X | juli 1995    | 70%   |
| PC Player (Duitsland)                | DOS      | april 1995   | 70%   |
| Video Games & Computer Entertainment | SEGA CD  | april 1995   | 70%   |
| Power Play                           | DOS      | april 1995   | 68%   |
| Defunct Games                        | SEGA 32X | 8 juli 2007  | 50%   |
| The Video Game Critic                | SEGA 32X | 18 juni 2000 | 0%    |